# Hawker Beechcraft
Die Hawker Beechcraft Corporation, ehemals Raytheon Aircraft, war ein US-amerikanischer Flugzeughersteller mit Sitz in Wichita, Kansas, der im Zeitraum von 2006 bis 2013 Beechcraft und Hawker Geschäftsreiseflugzeuge produzierte. Die Gesellschaft musste am 3. Mai 2012 unter den Gläubigerschutz gemäß Chapter 11 gehen. Am 19. Februar 2013 konnte sich die Gesellschaft unter dem neuen Namen Beechcraft Corporation aus dem Gläubigerschutz lösen.
Seit März 2014 ist die Beechcraft Corporation ein Teil der Textron Inc. Dieser gehören bereits Cessna und Bell Helicopter an. Der Textron Konzern vereint alle Luftfahrtunternehmen unter dem Namen Textron Aviation.

## Geschichte
Ab dem 8. Februar 1980 befand sich die Beech Aircraft Corporation im Besitz von Raytheon Company, einem US-amerikanischen Mischkonzern. Im August 1993 übernahm Raytheon zusätzlich den Bereich Businessjets von British Aerospace. Beide Erwerbungen wurden Mitte September 1994 zur neuen  Raytheon Aircraft zusammengeschlossen.
2006 traf Raytheon die Entscheidung, sich auf Militärprojekte zu konzentrieren und den verlustreichen zivilen Flugzeugbau abzustoßen. Am 21. Dezember 2006 kam es zur Einigung mit der kanadischen Onex Corporation und der US-amerikanischen Goldman Sachs, die daraufhin die Holdinggesellschaft Hawker Beechcraft Inc. gründeten. Dieses Unternehmen erwarb am 26. März 2007 die in Hawker Beechcraft Corporation umbenannte Raytheon Aircraft für 3,3 Milliarden US-Dollar.
Der Firmensitz befindet sich in Wichita, Kansas, wo 6.300 der über 8.000 Mitarbeiter beschäftigt sind (Stand 2007). Weitere Produktionsstandorte sind Little Rock in Arkansas, Salina in Kansas sowie das britische Chester. Weltweit unterhält das Unternehmen über 100 eigene und autorisierte Kundendienstzentren.
Am 3. Mai 2012 musste Hawker Beechcraft aufgrund des hohen Schuldenstandes von rund 2,5 Mrd. US-Dollar Insolvenz nach Chapter 11 beantragen. Bis zu diesem Zeitpunkt hatte das Unternehmen über 54.000 Flugzeuge ausgeliefert.
Seit dem 19. Februar 2013 befindet sich die Gesellschaft nicht mehr unter dem Gläubigerschutz gemäß Chapter 11 und wird unter dem neuen Namen Beechcraft Corporation weitergeführt. Die neue und „schmalere“ Gesellschaft wird die King Air Linie, die T-6 und AT-6 sowie die kolbenmotorgetriebenen Flugzeuge Bonanza und Baron weiter produzieren. Für das ursprüngliche unter Hawker Beechcraft produzierte Portfolio wird die Gesellschaft weiterhin den Support übernehmen.

## Produkte

### Zivilflugzeuge
- Hawker 400XP
- Hawker 750
- Hawker 850XP
- Hawker 900XP
- Hawker 1000
- Hawker 4000
- Bonanza G36
- Baron G58
- King Air C90GT/90GTi
- Super King Air B200/200GT
- Super King Air 350/350ER
- 1900 Beechliner
- Premier IA

### Militärflugzeuge
- T-1 Jayhawk
- T-6 Texan II
- CT-156 Havard II
- T-34 Mentor
- C-6 Ute/U-21 Ute
- C-12 Huron